# Eduardo Ignacio Neil Cueva Ruíz
Eduardo Cueva Ruíz (Acapulco, Guerrero, 18 de noviembre de 1982) es un abogado y político mexicano, ha ocupado los cargos de regidor y diputado local, así como director general del Instituto del Bachillerato del Estado de Guerrero (IBGro) entre 2019 y 2021, actualmente militante y candidato a Senador por el Partido Verde Ecologista de México en el proceso electoral 2024

## Estudios
Eduardo Cueva es Licenciado en Derecho por la Universidad Loyola del Pacífico (Generación 2000-2005).
Diplomado en Metodología de Investigación en Ciencias Sociales. III Escuela de Métodos de Análisis Sociopolíticos. Salamanca, España. 
Tiene experiencia internacional en su formación política participando en seminarios y cursos formativos sobre sistemas políticos, económicos y de gobierno en España.

## Trayectoria Política

### Inicio en la carrera política (2003 - 2005)
Eduardo Cueva comenzó su carrera política en el año 2003 como asesor político, en la Procuraduría de la Defensa del menor y la familia.

### Otros cargos en la Administración Pública
En el año 2005 se desempeña como secretario técnico y asesor legislativo de la Comisión de Presupuesto y Cuenta Pública del Congreso del Estado de Guerrero. 
En el año 2010, a sus 28 años se convierte en subsecretario de Planeación y Prospectiva de la Secretaría de Desarrollo Social del Estado de Guerrero.
En el año 2012, siendo miembro activo del Partido de la Revolución Democrática, se convierte en Regidor por el municipio de Acapulco, Guerrero.

## Trabajo como Regidor
Durante su periodo como Regidor (2012 - 2015) formó parte de la comisión de turismo como presidente de la misma. Así mismo. resaltan los siguientes proyectos realizados durante su gestión:
- Fuentes Alternativas de Abastecimiento de Aguas.
- Saneamiento de la Bahía de Santa Lucía del puerto de Acapulco con el apoyo del Banco Mundial.[2]
- Nuevo Reglamento de Imagen Urbana.[3]
- Credencialización a los Informadores Turísticos del puerto de Acapulco.[4]

### Diputado local (2015-2018)
Durante las elecciones del 7 de julio de 2015, se convierte en candidato por el Partido Verde Ecologista de México, como representante del distrito 3 local del municipio de Acapulco, Guerrero. 
Logrando ganar por mayoría relativa convirtiéndose en diputado local por ese distrito en la LXI Legislatura del Congreso del Estado de Guerrero.

## Trabajo LXI Legislatura
Durante el periodo como diputado local (2015-2018) fungió como Coordinador del Grupo Parlamentario del Partido Verde Ecologista de México en el H. Congreso del Estado de Guerrero y perteneció a las siguientes comisiones: 
- Presidente: Comisión de Agua, Infraestructura y Recursos Hidráulicos.
- Vocal: Junta de Coordinación Política.a
- Vocal: Comisión de Asuntos Políticos y Gobernación.
- Vocal: Comisión de Presupuesto y Cuenta Pública.
- Integrante del Comité de Transparencia.